# Egberto Gismonti (álbum)
Egberto Gismonti es el primer disco homónimo del compositor brasileño Egberto Gismonti realizado en 1969 por la discográfica Elenco, en Río de Janeiro. Es un álbum de música popular brasileña donde se encuentran tanto canciones como temas instrumentales, y donde destaca el tema Salvador, el cual será grabado en múltiples versiones en otros álbumes y que se transformaría en uno de los favoritos de Egberto, tocándolo en vivo con frecuencia. También destaca el tema O Sonho con el cual ganó festivales musicales y fue un gran impulso para promover su carrera en un comienzo.

## Pistas
- Salvador
- Tributo a Wes Montgomery
- Pr’um samba (1)
- Computador
- Atento, alerta
- Lírica II (pra mulher amada)
- O gato
- Um día
- Clama-claro (2)
- Pr’um espaco
- O sonho
- Estudo n.º 5

## Créditos
- Egberto Gismonti (piano, guitarra, voces)
- Copinha (flauta)
- Durval Ferreira (guitarra-1)
- Sergio Barrozo (bajo)
- Wilson das Neves (batería)
- Dulce Nunes (voces-2)
- Orquesta no identificada, dirigida por Egberto Gismonti.